# Carl-Johann Lasch
Pour les articles homonymes, voir Lasch.
Carl Lasch était un peintre saxon né le 1er juillet 1822 à Leipzig et mort le 28 août 1888 à Moscou.

## Biographie
Il fut étudiant à l'École supérieure des beaux-arts de Dresde et enseignant à Académie des beaux-arts de Munich. Il a travaillé à Paris entre 1857 et 1860.

## Œuvres
Exposées en France :
- l' Apothéose de Henri IV, en 1858, copie de Peter Paul Rubens, Paris.

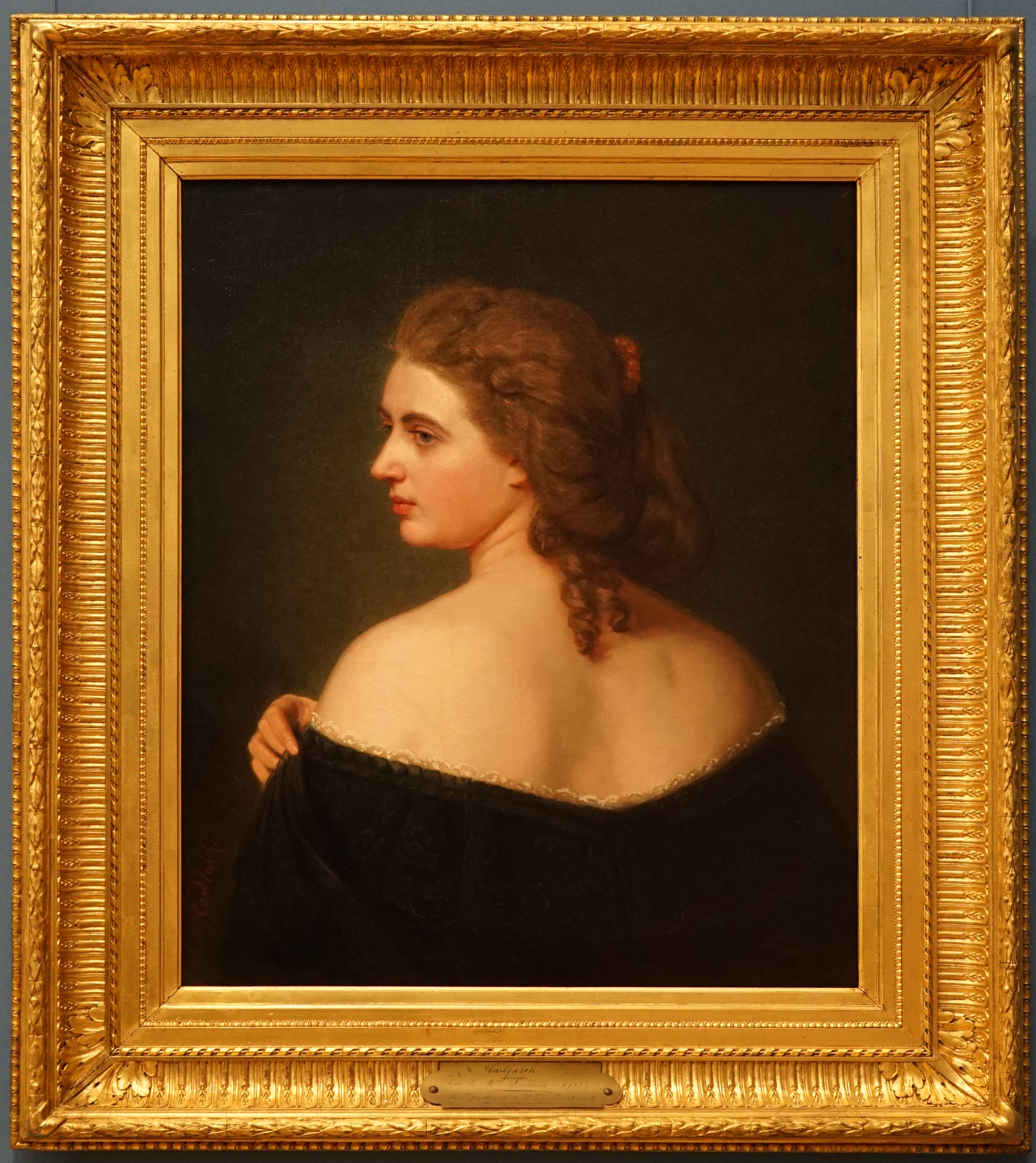
Madame Landais au Musée de Châlons.